# Ram Vilas Paswan
Ram Vilas Paswan, född 5 juli 1946 i Khagaria i Bihar, död 8 oktober 2020 i New Delhi, var en indisk politiker som var arbetsmarknads- och välfärdsminister 1989–1990, järnvägsminister 1996–1998, minister för kommunikation och informationsteknologi 1999–2001, gruvminister 2001–2002 och slutligen minister för kemikalier, konstgödning och stål 2004–2009 i Manmohan Singhs indiska regering. Paswan var partiledare för Lok Jan Shakti Party.